# Cristianização dos rus' de Kiev

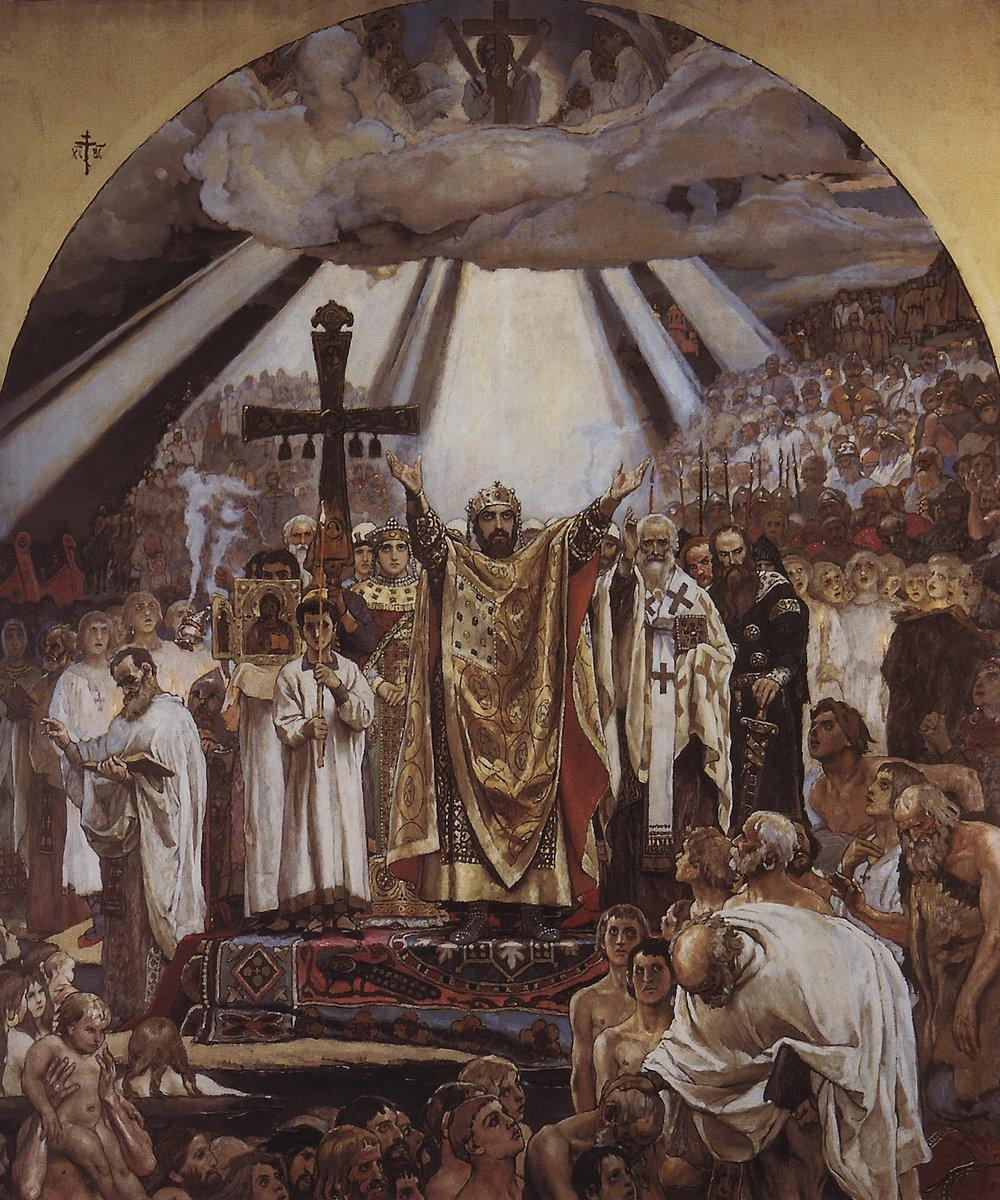
O "Batismo de Kiev" sob o comando de Vladimir, o Grande (Afresco na Catedral de São Vladimir em Kiev)

A Cristianização dos rus' de Kiev foi o processo de conversão dos rus' da Rússia de Kiev ao cristianismo ortodoxo e ocorreu em vários estágios. No início de 867, o patriarca de Constantinopla Fócio anunciou aos outros patriarcas que os rus', batizados por um bispo de sua diocese, aceitaram o cristianismo com bastante entusiasmo. Porém, essas tentativas de Fócio de cristianizar o país parecem não ter tido resultados duradouros, pois a Crônica Primária e outras fontes eslavônicas descrevem os rus' do século X como ainda fortemente pagãos. A cristianização definitiva só ocorreria no final da década de 980 (o ano é disputado), quando Vladimir, o Grande, foi batizado em Quersoneso Táurica e, em seguida, batizou sua família e toda a população de Kiev num evento que ficou conhecido como Batismo de Kiev.
No local do batismo de Vladimir está hoje a Catedral de São Vladimir.

## Pré-história

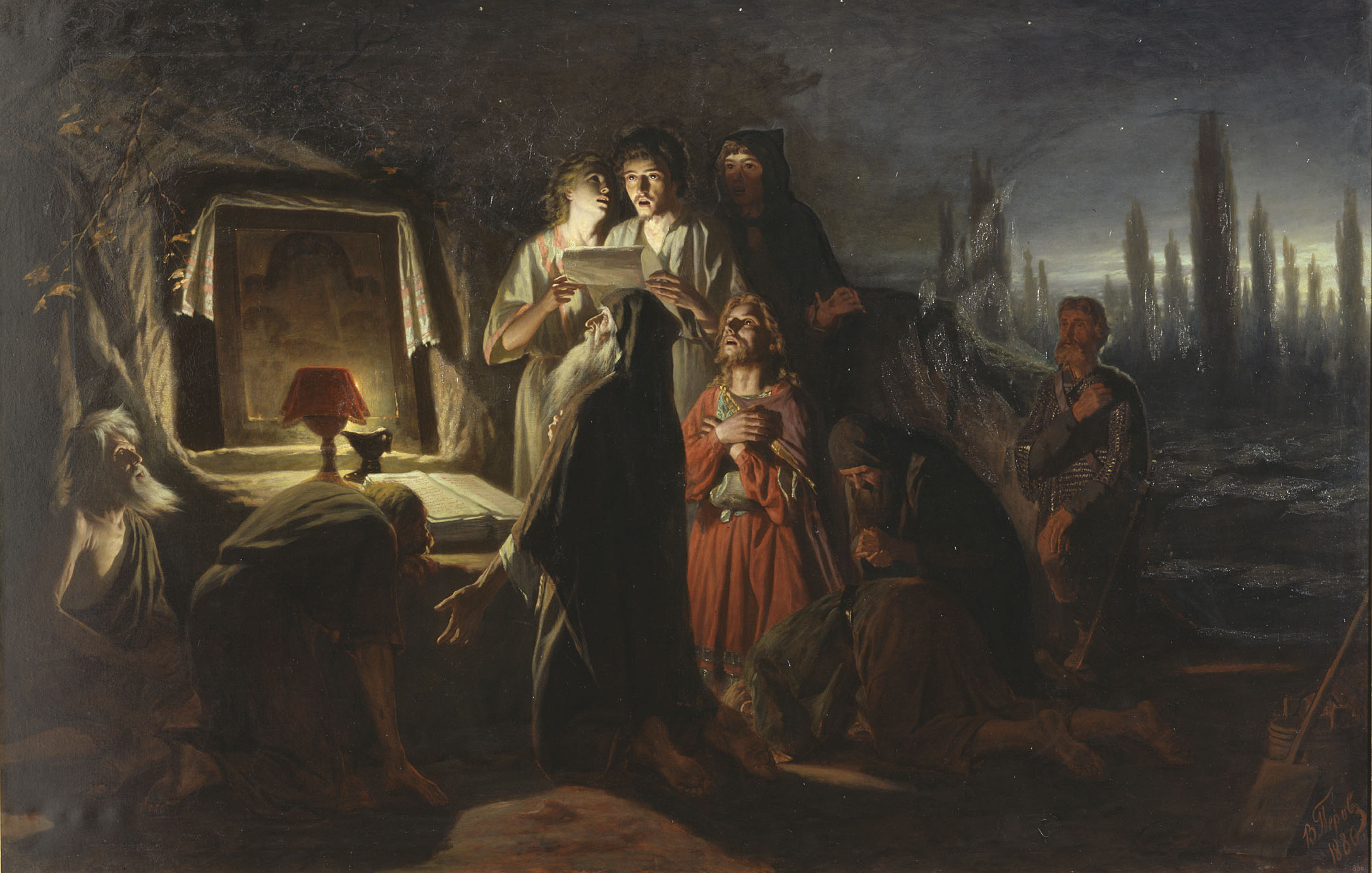
"Primeiros cristãos de Kiev" reunindo-se clandestinamente (1880, por Vasilij Perov)

De acordo com as lendas russas, o cristianismo chegou ao território dos atuais Estados da Bielorrússia, Rússia e Ucrânia pelas mãos de Santo André, o primeiro apóstolo de Jesus. Ele viajou através do mar Negro até a colônia grega de Quersoneso Táurica, na Crimeia, onde converteu milhares de pessoas à nova fé. Ele teria também viajado para o norte seguindo o curso do Dniepre, do local onde Kiev seria fundada no século V até o local onde, também no futuro, seria fundada Novogárdia. O relato lendário da Crônica Primária russa conta que Santo André teria achado divertido o costume eslavo de se lavar com vapor quente (banya) no caminho.
As colônias gregas do norte do Ponto, tanto na Crimeia quanto na costa da moderna Ucrânia no Mar de Azov e no mar Negro permaneceram centros importantes do cristianismo na Europa oriental por quase mil anos. Locais importante para o cristianismo na região incluem o Mosteiro da Caverna de Inkerman, um mosteiro medieval bizantino onde as relíquias de São Clemente, o quarto bispo de Roma, supostamente foram mantidas até serem levadas para a Basílica de São Clemente em Roma pelos santos Cirilo e Metódio. Os dois eram missionários cristãos entre os povos eslavos da Bulgária, Grande Morávia e Panônia. Através de suas obras, eles influenciaram o desenvolvimento cultural de todos os eslavos, motivo pelo qual eles são amplamente conhecidos como "apóstolos dos eslavos". A eles também é creditada a criação do alfabeto glagolítico, o primeiro alfabeto utilizado para transcrever o antigo eslavônico eclesiástico, e também o alfabeto cirílico, ainda hoje utilizado em muitos países eslavos, incluindo a Rússia. Depois de suas mortes, seus pupilos continuaram o trabalho missionário entre os eslavos. Ambos são venerados pela Igreja Ortodoxa como santos com o título de "igual-aos-apóstolos".

## Século IX
A fonte mais autoritativa sobre os primeiros anos da cristianização dos rus' é uma carta encíclica do patriarca Fócio datada do início de 867. Fazendo referência ao cerco de Constantinopla de 860, ele informa os patriarcas orientais e demais bispos que, depois da conversão do búlgaros em 863, os rus' foram os próximos. Como no caso dos primeiros, o patriarca considerou prudente enviar aos bárbaros um bispo de Constantinopla.
Com algumas modificações, esta mesma história é repetida no sobre a Administração Imperial de Constantino VII, que, por sua vez, foi copiado por gerações de historiadores bizantinos, incluindo João Escilitzes e João Zonaras. Que a corte imperial e o patriarcado consideravam que os rus' do século X como cristãos é evidente pelo fato de que o bispado dos rus' aparece nas listas das sés ortodoxas compiladas durante os reinados de Leão VI, o Sábio, e Constantino VII. Há também um argumentum ex silentio: nenhuma fonte grega relata um outro batismo dos rus' depois da década de 990.

## Século X

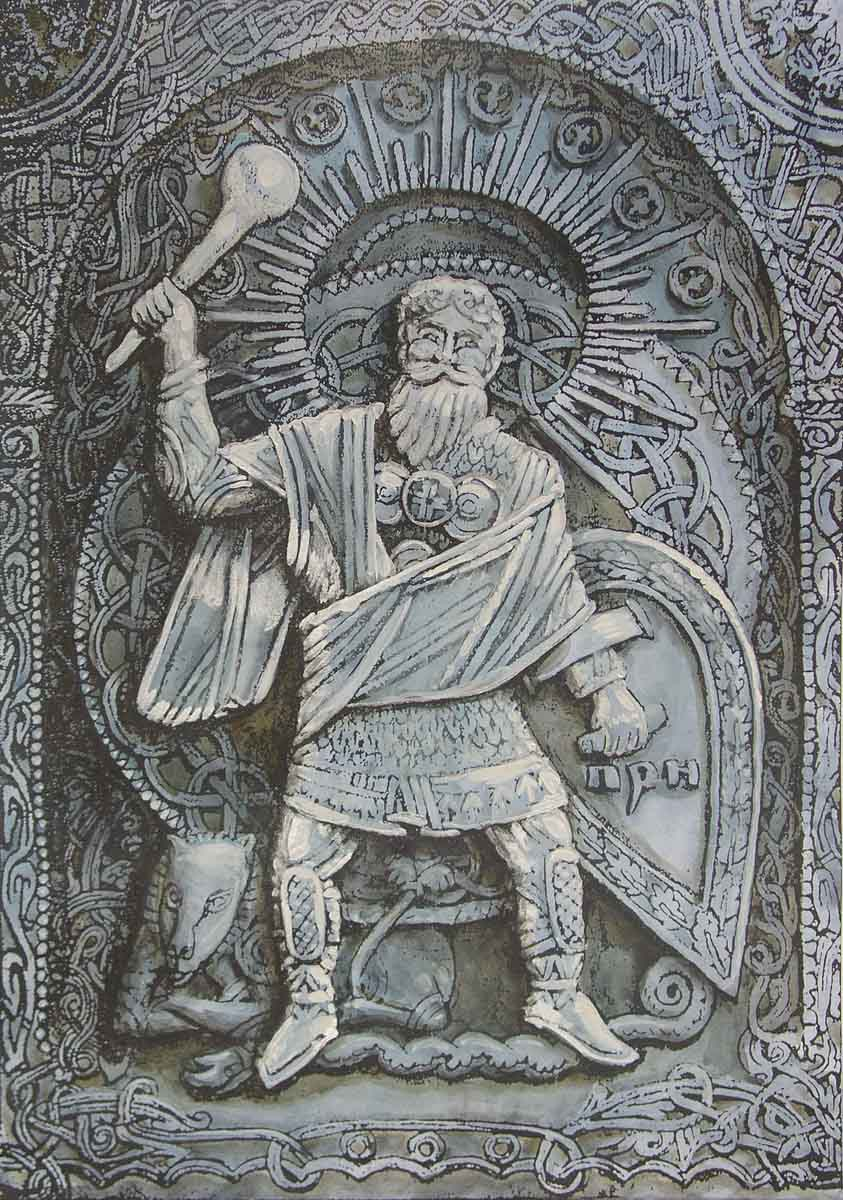
Perunú, a divindade suprema do panteão eslávico cujo culto foi abandonado por Vladimir em prol do cristianismo

Qualquer que tenha sido o esforço de Fócio para cristianizar os rus', o resultado não durou muito. Apesar disso, embora não citem a missão do patriarca, os autores da Crônica Primária sabiam que uma porção considerável da população quievana era cristã em 944. No tratado rus'-bizantino de 945, cujo texto foi preservado na Crônica, os rus' cristãos juraram de acordo com sua fé enquanto que o príncipe e os demais pagãos invocaram Perunú e Veles conforme o costume.
Em 945 ou 957, a regente governante, a princesa Olga de Kiev, visitou Constantinopla com um certo padre Gregório, de origem búlgara. Sua recepção na corte imperial foi descrita na obra Sobre as Cerimônias. De acordo com o relato, Constantino VII teria se apaixonado por ela que só conseguiu se livrar da indesejada atenção com um estratagema: ela fez com que ele se tornasse seu padrinho. Depois de ser batizada, Olga disse-lhe que seria inapropriado para um padrinho se casar com sua afilhada.
Embora se presuma geralmente que Olga foi batizada na capital bizantina (e não em Kiev), não há menção explícita no texto, o que não permite descartar nenhuma versão. Olga é conhecida também por ter solicitado padres e bispos à Roma. O filho dela, Esvetoslau I (r. 963–972), continuou venerando Perunú e outros deuses do panteão eslavo até o fim de sua vida. De acordo com a Crônica Primária, ele acreditava que seus guerreiros perderiam o respeito por ele e o zombariam se ele se tornasse cristão.
O sucessor de Esvetoslau, Jaropolque I (r. 972–980), parece ter tido uma atitude mais conciliadora em relação ao cristianismo. As fontes medievais tardias chegam a afirmar que Jaropolque trocou embaixadores com o papa. A Crônica de Ademar de Chabannes e a "Vida de São Romualdo" de Pedro Damião documentam factualmente a missão de Bruno de Querforte à terra dos rus', onde ele teria conseguido converter um rei local (um dos três irmãos que governavam a região). Alexander Nazarenko sugere que Jaropolque teria passado por alguma forma preliminar de batismo, mas foi assassinado a mando de seu meio-irmão pagão Vladimir (cuja reivindicação ao trono era questionável) antes de formalizar sua conversão. Em se confirmando essa teoria, qualquer informação sobre este suposto batismo de Jaropolque pelo rito latino ocidental teria sido suprimida pelos cronistas ortodoxos posteriores interessados em preservar a imagem de Vladimir como "apóstolo dos rus'" imaculada para as gerações seguintes.

## O batismo de Kiev por Vladimir

### Contexto
Durante a primeira década do reinado de Vladimir, a reação pagã começou a se acentuar. Perunú foi escolhido como a divindade suprema do panteão eslavo e seu ídolo foi colocado numa colina perto do palácio real. Este renascimento pagão foi contemporâneo com as tentativas similares do jarl Haquino na Noruega e (possivelmente) de Sueno na Dinamarca. Embora Vladimir pareça ter ido além do que ambos os konungs escandinavos (até sacrifícios humanos foram relatados em Kiev), esta reforma religiosa fracassou. No final da década de 980, o próprio Vladimir se convenceu que seria necessário adotar o monoteísmo estrangeiro.
A Crônica Primária relata que, no ano de 986, Vladimir se encontrou com representantes de diversas religiões. O resultado foi jocosamente descrito na seguinte anedota apócrifa. Ao se encontrar com os búlgaros do Volga, muçulmanos, ele considerou a religião deles inadequada por que requeria a desagradável circuncisão e havia tabus contra bebidas alcoólicas e carne de porco. Vladimir supostamente teria dito na ocasião: "Beber é a alegria dos rus' e não podemos viver sem isso". Ele também se encontrou com enviados judeus (que podem ou não ter sido cazares) e questionou-os sobre sua religião, mas finalmente a rejeitou também, dizendo que a perda de Jerusalém era evidência de que teriam sido abandonados por Deus.
No ano seguinte, como resultado de consultas aos seus boiardos, Vladimir enviou emissários para estudar as religiões das várias nações vizinhas cujos representantes vinham insistindo para que ele se convertesse. Sobre os búlgaros muçulmanos do Volga, os emissários relataram que não havia alegria entre eles, somente tristeza e um enorme fedor. Nas tristes igrejas dos germânicos, os emissários não viram nada muito belo. Mas em Santa Sofia, onde um ritual festivo completo da Igreja Bizantina foi realizado para impressioná-los, eles encontraram o ideal: "Não sabíamos mais se estávamos no céu ou na terra", relataram eles, "nem de tamanha beleza e não sabemos como descrevê-la".

### Batismo de Vladimir
As poucas fontes estrangeiras relatam a seguinte história sobre a conversão de Vladimir. Iáia de Antioquia e seus seguidores (Abu de Rudravar, Jorge Elmacino, Xemece de Damasco e ibne Alatir) apresentam essencialmente o mesmo relato. Em 987, os generais Bardas Esclero e Bardas Focas, o Jovem se revoltaram contra o imperador bizantino Basílio II Bulgaróctono. Os dois rebeldes uniram suas forças por um breve período e avançaram para a capital. Em 14 de setembro do mesmo ano, Bardas Focas se auto-proclamou imperador. Ansioso para evitar o cerco de sua capital, Basílio se voltou ao rus's para pedir ajuda, ainda que eles fossem considerados inimigos na época. Vladimir concordou, mas exigiu em troca um matrimônio. Ele concordou também em aceitar o cristianismo ortodoxo como sua religião e em ajudar a trazer seus súditos à nova fé. Quando os arranjos para o casamento foram feitos, Vladimir despachou 6.000 soldados para o Império Bizantino e elas ajudaram a esmagar a revolta.
Na Crônica Primária, o relato do batismo de Vladimir é precedido pela chamada "Lenda de Quersoneso". De acordo com esta história apócrifa, em 988 Vladimir capturou a cidade grega de Quersoneso, na Crimeia, de grande importância comercial e política. Esta campanha pode ter sido iniciada por um desejo pessoal dele em assegurar as benesses prometidas por Basílio quando ele pediu sua ajuda contra Bardas Focas. Como recompensa pela evacuação de Quersoneso, Vladimir recebeu a prometida mão da irmã do imperador, Ana Porfirogênita. Antes do casamento, Vladimir foi batizado (em Quersoneso ou em Kiev, não se sabe), tomando para o si o nome cristão de Basílio como homenagem ao seu novo cunhado. O casamento se deu logo em seguida.

### Batismo de Kiev
A retornar triunfalmente a Kiev, Vladimir exortou os residentes de sua capital a irem ao Dniepre para receberem o batismo. Esse batismo em massa se tornou o evento inaugural do cristianismo na Rússia de Kiev.
Num primeiro momento, Vladimir batizou seus doze filhos e muitos de seus boiardos. Ele destruiu as estátuas de madeira dos deus pagãos eslavos (que ele mesmo havia colocado ali apenas oito anos antes). Elas foram ou queimadas ou destruídas a machadadas, enquanto a estátua de Perun — o deus supremo — foi atirada no Dniepre.
Então Vladimir enviou uma mensagem para todos os residentes de Kiev "ricos e pobres, mendigos e escravos", para que fossem ao rio no dia seguinte sob pena de se tornarem "inimigos do príncipe". Um grande número de pessoas de fato foi, alguns com suas crianças. Todos foram levados até a água por padres ortodoxos que vieram de Quersoneso especialmente para a ocasião.
Para comemorar o evento, Vladimir construiu a primeira igreja de alvenaria dos rus' de Kiev, conhecida como Igreja dos Dízimos, onde seu corpo e o de Ana foram sepultados. Outra igreja foi construída no topo da colina onde ficavam as estátuas dos deuses pagãos.

## Consequências

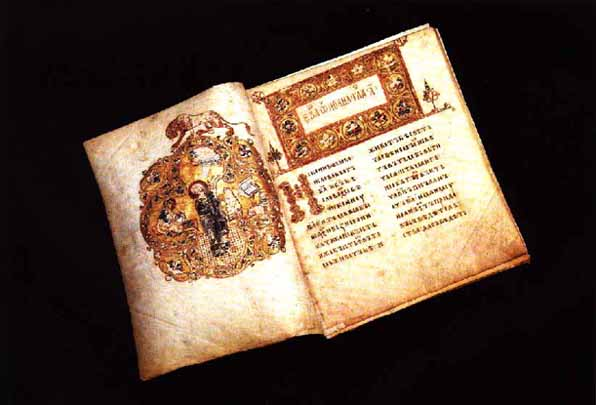
Os Evangelhos de Ostromir, escritos em eslavo eclesiástico com muitas grafias que refletem a recensão eslava oriental, são famosos por suas miniaturas brilhantes. A abertura do Evangelho de São João, com o seu retrato Evangelista.

Ao batismo de Kiev se seguiram muitas outras cerimônias similares nas demais cidades da nação quievana. A Crônica de Joaquim afirma que o tio de Vladimir, Dobrinia, forçou a conversão dos habitantes de Novogárdia "com o fogo" enquanto que um prefeito local, Putiata, convenceu os compatriotas "pela espada". Em paralelo, o bispo Joaquim de Quersoneso construiu a primeira Catedral de Santa Sofia, em madeira, com "treze telhados", no local de um antigo cemitério pagão.
Contudo, o paganismo persistiu por um longo período, aparecendo durante a Revolta do Alto Volta e em outras revoltas ocasionais. A parte noroeste do país, centrada em Rostov, era particularmente hostil à nova religião e a própria Novogárdia teve que enfrentar uma revolta pagã ainda em 1071, na qual o bispo Teodoro teve a vida ameaçada: o príncipe Gleb Sviatoslaiche dispersou a multidão cortando ao meio um feiticeiro com seu machado.
A cristianização dos rus' de Kiev os ligou permanentemente ao Império Bizantino. O ensino do grego e a cultura literária bizantina foram adotados em Kiev e em outros centros do país. Igrejas começaram a ser construídas seguindo o modelo bizantino. Durante o reinado do filho de Vladimir, Jaroslau I, o Sábio, o metropolita Hilário de Kiev escreveu a primeira obra da literatura eslavônica oriental, uma elaborada oração na qual ele compara favoravelmente o Principado a outras terras conhecido como "Sermão da Lei e da Graça". O Evangelho de Ostromir, produzido em Novogárdia no mesmo período, foi o primeiro livro eslavônico oriental datado a sobreviver intacto. É importante notar que a única obra sobrevivente de literatura laica da época, o "Conto da Campanha de Igor", indica que um certo grau de paganismo permaneceu entre os cristãos da Rússia de Kiev.
Os fieis das igrejas de tradição ortodoxa que têm suas raízes no batismo de Kiev celebraram o aniversário de mil anos do cristianismo eslavônico oriental em 1988. As grandes celebrações em Moscou mudaram o caráter da relação entre o Estado soviético e a Igreja. Pela primeira vez desde 1917, diversas igrejas e mosteiros foram devolvidos à Igreja Ortodoxa Russa. As comunidades ucranianas pelo mundo inteiro, parte das várias igrejas ucranianas, também celebraram o evento.
Em 2008, o Banco Nacional da Ucrânia emitiu moedas comemorativas sobre a "Cristianização dos rus' de Kiev", parte da série "Renascimento da Espiritualidade Cristã na Ucrânia".